# Odontellidae
Odontellidae es una familia de Collembola en el orden Poduromorpha. Existen 9 géneros que alojan más de 50 especies descriptas.

## Géneros
Los siguientes nueve géneros se encuentran en la familia Odontellidae:
- Austrodontella Ellis & Bellinger, 1973
- Axenyllodes Stach, 1949
- Odontella Schäffer, 1897
- Odontellina Deharveng, 1981
- Pseudostachia Arlé, 1968
- Pseudoxenyllodes Kuznetsova & Potapov, 1988
- Stachia Folsom, 1932
- Superodontella
- Xenyllodes Axelson, 1903